# Roestuil
De roestuil (Mniotype satura, synoniem Blepharita satura) is een nachtvlinder uit de familie van de uilen, de Noctuidae. De voorvleugellengte bedraagt tussen de 19 en 23 millimeter. De soort komt verspreid over het Palearctisch gebied voor. Hij overwintert als ei.

## Waardplanten
De roestuil heeft als waardplanten allerlei houtige planten en loofbomen.

## Voorkomen in Nederland en België
De roestuil is in Nederland een zeldzame vlinder die gezien wordt op de Veluwe en in het noorden. In België is de soort zeer zeldzaam en wordt hij gezien in het zuiden. De vlinder kent één generatie die vliegt van halverwege juli tot halverwege oktober.